# Т-39 Sabreliner
Т-39 Sabreliner (англ.  Т-39 Sabreliner / North American Sabreliner) — двухдвигательный реактивный  учебно-тренировочный и административный самолёт, используемый как в коммерческих целях, так и для обучения курсантов ВВС США, ВМС США и Корпуса морской пехоты США.

## Проектирование и разработка
Т-39 Sabreliner был разработан компанией North American Aviation как самолёт, удовлетворяющий как целям бизнеса, так и обучения лётчиков.
Гражданский прототип самолёта, имевший индекс NA-265, совершил первый полёт 16 сентября 1958 года. Самолёт был оснащён двумя ТРД General Electric YJ85. Сертификат лётной годности самолёт получил в апреле 1963 года. Вариант учебного самолёта Т-39А по своим характеристикам идентичен NA-265. После поступления в серийное производства самолёт был оснащён 2 ТРД Pratt&Whitney JT12A-8.
Производство гражданской версии самолёта серии 40 было усовершенствовано по сравнению с прототипом, он получил более высокую скорость и более просторную кабину. Серия 60, отличаясь увеличением длины самолёта, обеспечивая большее пространство в салоне, была сертифицирована в апреле 1967 года. Серия 70 отличалась увеличением высоты салона и установкой 2 ТРД General Electric CF700 (серия 75А, серия 80).
К 1973 году компания North American Aviation слилась с компанией Rockwell International. В 1976 году Rockwell International заключила контракт с компанией Raisbeck Engineering по проектированию нового крыла для самолёта. В результате выполнения контракта самолёт получил новое крыло, получившее наименование Марк V, и стал первым самолётом на вооружении в США, имевшим крыло со сверхкритическим режимом обдува. Серия 65 получила крыло Марк V и двигатели Garrett AiResearch TFE731.
Производство Sabreliner завершилась в 1981 году. В 1982 году компания Rockwell International продала свое подразделение Sabreliner акционерной компании, которая создала Sabreliner Corporation для выполнения сервисных работ по самолёту.

## Эксплуатация
28 января 1964 года учебно-тренировочный самолёт Т-39А Sabreliner Военно-воздушных сил США (7101-е ак, с/н 62-4448) нарушил границу ГДР. Ему на перехват была поднята пара истребителей МиГ-17Ф 296-го иап ВВС СССР (пилоты старший лейтенант Кропотов и старший лейтенант Дерий). После сближения Кропотов открыл огонь и сбил нарушителя. Весь экипаж, командир самолёта подполковник ВВС США Геральд Кей Ханнафорд и два других члена экипажа погибли. (в некоторых источниках ошибочно говорится что перехват осуществили [[МиГ-19)

## Модификации

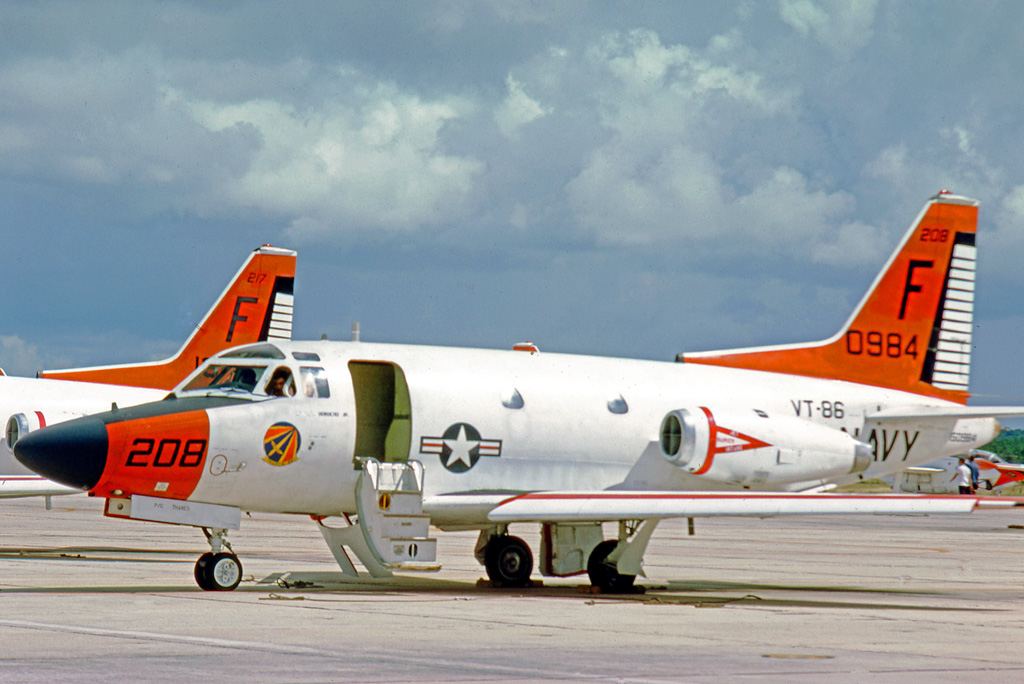
T-39D ВМС США на авиабазе Пенсакола. 1975 год

### Коммерческие версии
Sabreliner
(NA265 или NA246) прототип, оснащён 2 ТРД General Electric J85-GE-X, имеет неофициальное наименование XT-39.
Sabreliner 40
(NA265-40 или NA282) гражданский вариант для 11 пассажиров с 2 ТРД Pratt&Whitney JT12A-6A или −8, два окна в кабине, 65 единиц.
Sabreliner 40A
(NA265-40A или NA285) модель 40 с крылом модели 75, усовершенствованные системы, 2 ТРД General Electric CF700, три окна в кабине.
Sabreliner 50
(NA265-50 или NA287) выпущен один эксземпляр в 1964 году как модель 60 с ТРД Pratt&Whitney JT12A, с экспериментальной обтекателем носовой части
Sabreliner 60
(NA265-60 или NA306) вытянутые модификации модели 40 для 12 пассажиров с двумя двигателями Pratt&Whitney JT12A-8, пять иллюминаторов с каждой стороны, 130 единиц.
Sabreliner 60A
Серия 60 с крылом модификации Mark V.
Sabreliner 65
(NA265-65 или NA465) базовая модель серии 60 с ТРД Garrett AiResearch TFE731-3R-1D и новым крылом модификации Mark V, 76 единиц.
Sabreliner 75
(NA265-70 или NA370) серия 60A с увеличением пространства салона по высоте, 2 ТРД Pratt&Whitney JT12A-8, 9 единиц.
Sabreliner 75A (Sabreliner 80)
(NA265-80 или NA380) Версия 75 с 2 ТРД General Electric CF700, 66 единиц.
Sabreliner 80A
Версия 80 с крылом Mark V.

## Военные модификации

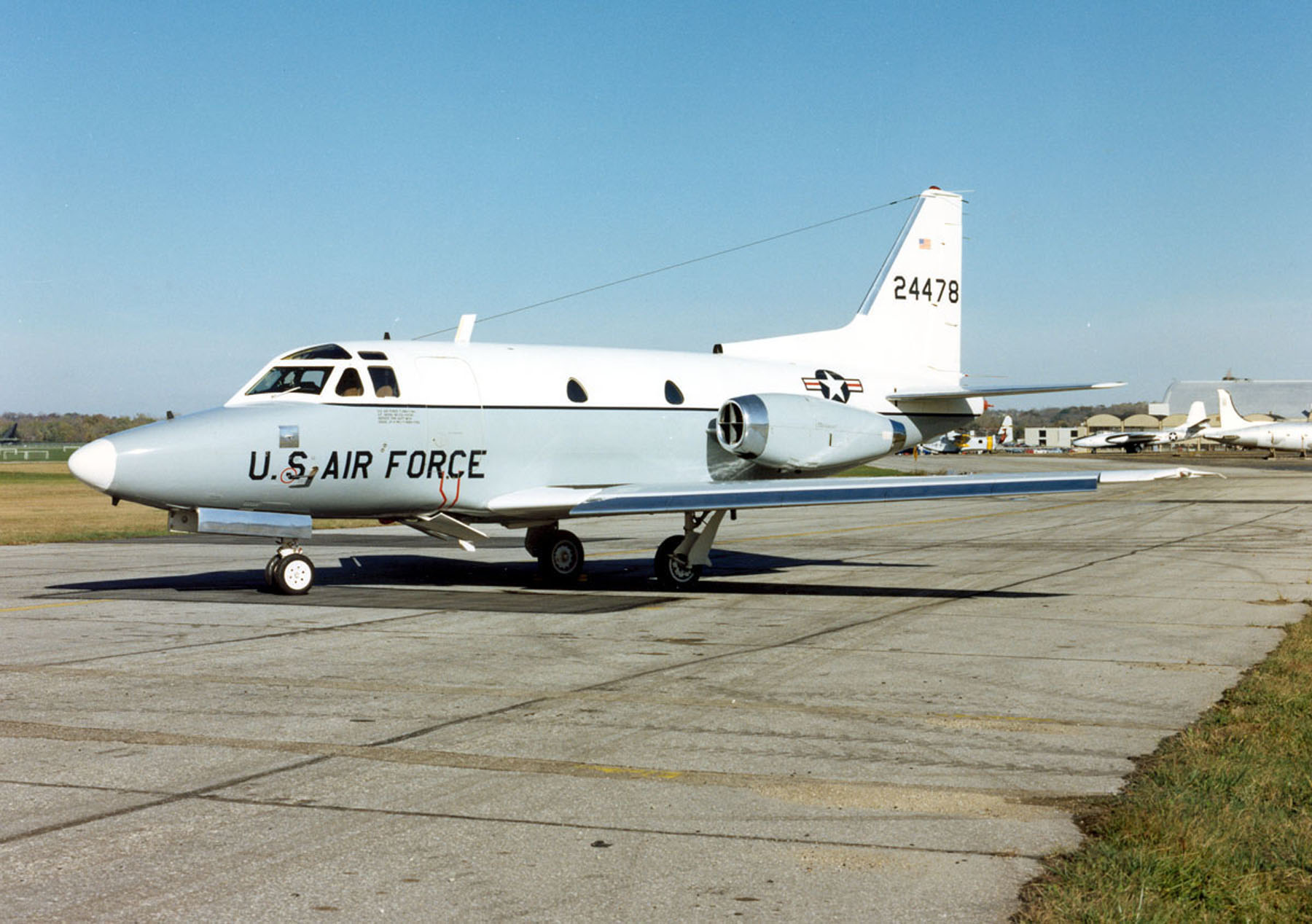
T-39A ВВС США

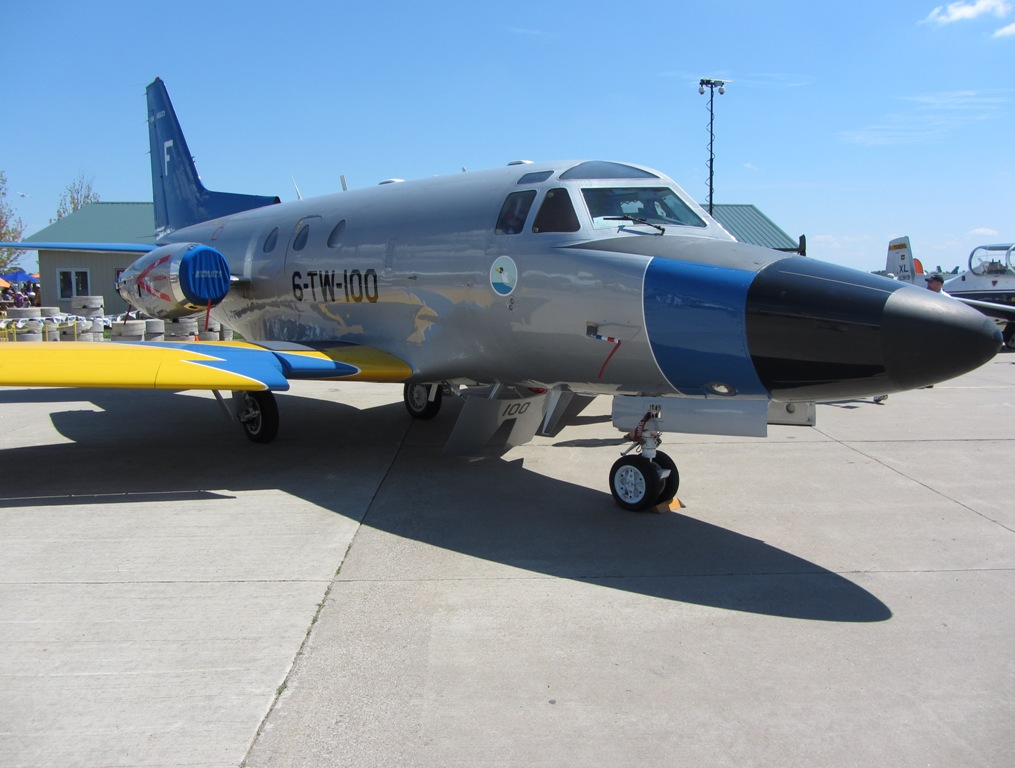
T-39N ВМС США. Сентенниал. 2011 г.

T-39A
учебно-тренировочный самолёт ВВС США. 2 ТРД Pratt&Whitney J60-P3, 143 единицы.
CT-39A
модификация T-39A для грузоперевозок и персонала, 2 ТРД Pratt&Whitney J60-P3/-3A.
NT-39A
модификация T-39A для тестирования электронных систем. 1 единица.
T-39B
самолёт проверки радиолокационных станций ВВС США, установлена авионика самолёта Republic F-105 Thunderchief (включая радар R-14 NASARR в качестве основного и вспомогательный доплеровский AN/APN-131) 3 рабочих места оператора, всего выпущено 3 единицы.
T-39C
версия самолёта в качестве тренажёра, оснащена авионикой всепогодного перехватчика McDonnell F-101 Voodoo. Нет ни одной модели.
T-39D
(NA265-20 или NA277) Версия тренировочного самолёта ВМС США, оснащён станцией AN/APQ-94 для подготовки офицеров боевого управления на AN/APQ-126 (до 1962 года именовался T3J). 42 единицы.
CT-39E
транспортная версия ВМС США с двигателями JT12A-8, версия VT-39E, 7 единиц.
T-39F
учебная версия для подготовки экипажей T-39A, экипажей подразделений F-105G «Дикие ласки» для борьбы с зенитно-ракетными комплексами.
CT-39G
транспортная версия с удлиненным фюзеляжем серии 60 и двигателем Pratt&Whitney JT12A и реверсом тяги, 13 единиц.
T-39G
версия CT-39G, изменённая модификация для первоначального обучения офицеров ВВС США.
T-39N
модификация для первоначального обучения офицеров ВМС США.
T3J
оригинальное обозначение самолета в ВМС США, в 1962 году получил наименование Т-39D.

## Летно-технические характеристики
Основные характеристики
- Экипаж: 4—5 человек
- Пассажиры: 5—7 пассажиров
- Длина: 13,41 м (44 ft)
- Размах крыла: 13,56 м (44 ft 6 in)
- Высота: 4,88 м (16 ft)
- Площадь крыла: 31,79 м² (342,1 ft²)
- Масса пустого: 4199 кг (9257 lb)
- Максимальная взлётная масса: 8056 кг (17760 lb)

 Лётные характеристики 
- Максимальная скорость: 885 км/ч (550 mph, 478 knots)
- Крейсерская скорость: 800 км/ч (500 mph, 435 knots)
- Практическая дальность: 4020 км (2500 mi, 2170 nm)
- Практический потолок: 12200 м (>40000 ft)

## Состоит на вооружении
Аргентина
- Военно-воздушные силы Аргентины (серия 75A)
- Армейская авиация Аргентины (серия 75A)

 Боливия
- Военно-воздушные силы Боливии (серия 65)

 Эквадор
- Военно-воздушные силы Эквадора

 Мексика
- Военно-воздушные силы Мексики
- Военно-морские силы Мексики

 Швеция
- Военно-воздушные силы Швеции (серия 65)

 США
- Военно-воздушные силы США (149 T-39)
- Военно-морские силы США (51 T-39)
- Компания BAE Systems Inc. (T-39A)
- Федеральное управление гражданской авиации США (серия 80)
- Национальная школа лётчиков-испытателей США